# Számíthatsz rám (film)
A Számíthatsz rám (eredeti címe: You Can Count On Me) egy 2000-ben bemutatott amerikai filmdráma, amelyet Kenneth Lonergan írt és rendezett. Ez volt Lonergan első rendezése. A produkció főszerepében Laura Linney, Mark Ruffalo, Matthew Broderick és Rory Culkin.
A film premierjét 2000. január 21-én mutatták be az Egyesült Államokban a Sundance Filmfesztiválon. A magyar bemutatóról nincs elérhető információ.
A produkciót több díjra is jelölték, köztük Oscar-, Golden Globe- és Screen Actors Guild-díjra, amellyel Linney alakítását és a forgatókönyvet méltatták.

## Cselekmény
Sammy és Terry Prescott gyerekként elvesztették szüleiket egy autóbalesetben. Évekkel később Sammy, aki egyedülálló anyaként és egy bank hitelügyintézőjeként még mindig a gyerekkori otthonában él, míg Terry az országot járja, és egyik kalamajkából a másikba keveredik. Miután hónapok óta nem kommunikált a nővérével, mert börtönben volt, Terrynek és barátnőjének, Sheilának sürgősen pénzre van szüksége. Sammy és kisfia, Rudy izgatottan várják, hogy újra találkozhassanak, és Sammy kölcsönadja Terrynek a pénzt. Azonban miután Sheila öngyilkosságot kísérel meg, Terry Sammynél marad.
Rudy fantasztikus hősnek képzeli el az apját, akire nem emlékszik. Míg Sammy mindig is homályos, de negatív leírásokat adott neki, Terry őszintén megmondja neki, hogy idősebb Rudy nem egy kedves ember. Sammy újrakezdi szexuális kapcsolatát Bobbal, egy régi barátjával, de meglepődik, amikor a férfi rövid idő után megkéri a kezét.
A bankban az új igazgató, Brian, többször beleköt Sammybe, és a veszekedésük végül szexhez vezet. Terry Sammy szülői felügyeletének határait feszegeti, és késő estig elmaradnak Rudyval biliárdozni. Sammy tanácsot kér a lelkésztől, de mikor Terry nem hallgat rá, Sammy ráébred saját megkérdőjelezhető döntéseire. A nő ezért visszautasítja Bob házassági ajánlatát, és megszakítja kapcsolatát Briannel.
Egy horgászós nap után Terry és Rudy úgy döntenek, hogy meglátogatják idősebb Rudy-t a közeli város lakókocsiparkjában. A múltjával szembesülve idősebb Rudy tagadja, hogy ő lenne Rudy apja, és verekedni kezd Terryvel, akit letartóztatnak. Sammy hazahozza a testvérét és a fiát. Amikor Rudy ragaszkodik ahhoz, hogy idősebb Rudy nem az apja, Sammy végül elmondja neki az igazat.
Sammy megkéri Terryt, hogy költözzön ki, de belátja, hogy mennyire fontos neki és Rudynak, és azt javasolja, hogy szerezzen saját lakást a városban. Habár a férfi gúnyolódik Sammy ötletén, és azt tervezi, hogy visszamegy Alaszkába, sikerül kibékülniük.

## Szereplők
| Szerep                 | Színész            | Magyar hangja |
| ---------------------- | ------------------ | ------------- |
| Samantha Prescott      | Laura Linney       |               |
| Terry Prescott         | Mark Ruffalo       |               |
| Brian Everett          | Matthew Broderick  |               |
| Rudy Prescott          | Rory Culkin        |               |
| Bob Steegerson         | Jon Tenney         |               |
| Mabel                  | J. Smith-Cameron   |               |
| Sheila                 | Gaby Hoffmann      |               |
| Rachel Louise Prescott | Amy Ryan           |               |
| Thomas Gerard Prescott | Michael Countryman |               |
| Darryl seriff          | Adam LeFevre       |               |
| Amy                    | Halley Feiffer     |               |

## Fogadtatás

### Kritikai visszhang
A film kiváló fogadtatásban részesült. A Rotten Tomatoes 95%-os minősítést adott 105 értékelés alapján, az összefoglaló szerint: „A Számíthatsz rám talán úgy néz ki, mintha a kis képernyőre való lenne, de a film meglep az egyszerű, mégis megható történetével. Gyönyörűen játszott és kidolgozott, a film egyszerűen magával ragad.” Jay Carr a Boston Globe-tól azt írta: „Minden szempontból kielégítő, munkás kamaradarab, amely sosem bánik olcsón a szereplőkkel, és lehetővé teszi számukra az érzelmek összetett összefonódását.” Roger Ebert szerint „a Számíthatsz rám szereplői kiszabadultak a fikció formuláiból, és szabadon engedték őket, hogy olyan életet éljenek, amelyben elcseszik, tanulnak a hibáikból, és reménykedve botorkálnak a jövőbe.” Susan Stark a Detroit Newstól azt írta: „Lonergan sikerének kulcsa? Bízik a közönség intelligenciájában. Ez ilyen egyszerű -- és bátorító.”
A MetaCritic 85 pontot adott a 100-ból 31 vélemény alapján. Peter Travers a Rolling Stone-tól azt írta: „Lehetnek nagyobb, drágább, súlyosabb filmek idén. Egyik sem szebb.” Jonathan Foreman a New York Posttól azt írta: „Vizuálisan lapos és érdektelen, és túl gyakran tűnik úgy, mint egy (laza tempójú) megfilmesített színdarab.” Desson Thomson a Washington Posttól azt írta: „Egy humanista filmgyöngyszem, Linney és Ruffalo felejthetetlen alakításával.”

### Bevételi adatok
A Box Office Mojo szerint 11 millió dolláros bevételt ért el, a költségvetésről nincs elérhető adat.

## Fontosabb díjak és jelölések
| Esemény                     | Díj                     | Kategória                                        | Eredmény |
| --------------------------- | ----------------------- | ------------------------------------------------ | -------- |
| 58. Golden Globe-gála       | Golden Globe-díj        | Legjobb női főszereplő (dráma) – Laura Linney    | Jelölve  |
| 58. Golden Globe-gála       | Golden Globe-díj        | Legjobb forgatókönyv                             | Jelölve  |
| 73. Oscar-gála              | Oscar-díj               | Legjobb női főszereplő – Laura Linney            | Jelölve  |
| 73. Oscar-gála              | Oscar-díj               | Legjobb eredeti forgatókönyv                     | Jelölve  |
| 7. Screen Actors Guild-gála | Screen Actors Guild-díj | Legjobb női főszereplő (mozifilm) – Laura Linney | Jelölve  |